# Vaughanita
La vaughanita és un mineral de la classe dels sulfurs. Rep el nom en honor de David John Vaughan (b. 1946), catedràtic de mineralogia de la Universitat de Manchester, a Anglaterra, per les seves contribucions destacades a la mineralogia i a la microscòpia del mineral.

## Característiques
La vaughanita és un sulfur de fórmula química TlHgSb₄S₇. Va ser aprovada com a espècie vàlida per l'Associació Mineralògica Internacional l'any 1987, i la primera publicació data del 1989. Cristal·litza en el sistema triclínic. La seva duresa a l'escala de Mohs oscil·la entre 3 i 3,5.
Segons la classificació de Nickel-Strunz, la vaughanita pertany a 02.LA.10, sulfosals sense classificar sense Pb essencial, juntament amb: dervil·lita, daomanita, criddleïta, fettelita, chameanita, arcubisita, mgriïta, benleonardita, tsnigriïta, borovskita i jonassonita.

## Formació i jaciments
Va ser descoberta a la mina Golden Giant, situada al dipòsit d'or d'Hemlo, al municipi de Bomby, dins el districte de Thunder Bay, Ontario, Canadà. Es tracta de l'únic indret de tot el planeta on ha estat descrita aquesta espècie mineral.